# Bytom
Bytom (en silésien : Bytōm, Bytōń ; en allemand Beuthen) est une ville du sud de la Pologne.

## Situation géographique
Bytom est situé dans la partie centrale de la Haute-Silésie, sur des gisements de charbon. La ville se trouve sur la ligne de partage entre les bassins de la Vistule et de l’Oder.
Elle est un nœud routier très important. Elle est au carrefour de 4 routes nationales :
- la DK11 (Lubliniec-Ostrów Wielkopolski)
- la DK79 (de) qui la relie à Katowice
- la DK88 (de) qui la relie à Gliwice
- la DK94 (de) (Opole-Dąbrowa Górnicza)

Elle est également un nœud ferroviaire de première importance. Les lignes ferroviaires venant de Gliwice, Katowice et Lubliniec s’y croisent.

## Histoire

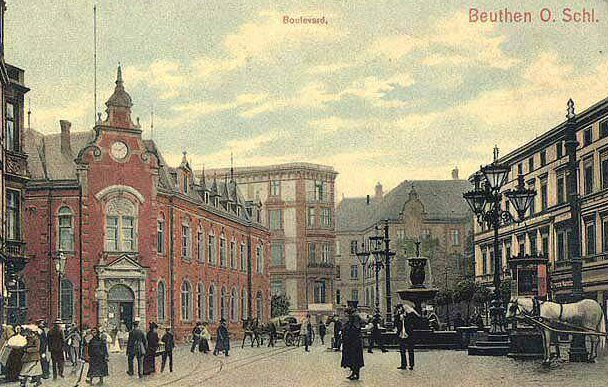
Place Kościuszki

Bytom, également connue sous le nom de Beuthen à certaines époques de son histoire, est une des plus vieilles villes de Haute-Silésie. La première mention historique de la ville date du XIe siècle. À cette époque, Bytom est déjà une place forte. À la suite du démembrement féodal de la Pologne, Bytom passe en 1178 dans les terres de Mieszko IV Jambes Mêlées, le duc de Ratibor. En 1254, Bytom obtient les droits de Magdebourg du duc Ladislas d’Opole. À la mort de celui-ci, son duché est partagé entre ses quatre fils et Bytom devient la capitale d’un petit duché du même nom.
En 1289, le duc de Bytom devient un vassal de la Bohême bien que le petit duché continuera à être gouverné par des ducs Piast d’Opole jusqu’en 1526. À cette date, la ville passe dans les mains des Habsbourgs. À partir du XIVe siècle, la ville est devenue un centre minier, d’artisanat et de commerce de première importance, ainsi qu'une ville d'immigration allemande.
À la suite de la première guerre de Silésie (1740-1742), la ville devient prussienne et se nomme Beuthen. De 1743 à 1926, Beuthen est le chef-lieu de l'arrondissement de Beuthen dans le district d'Oppeln au sein de la province de Silésie. Au XIXe siècle, elle est au centre de la région industrielle qui se développe en Silésie. Elle est également une ville où rayonne la culture polonaise. La ville participe aux insurrections de Silésie contre les Allemands (1919-1921). Alors que la ville se trouve en Allemagne, une école secondaire polonaise ouvre ses portes en 1934.

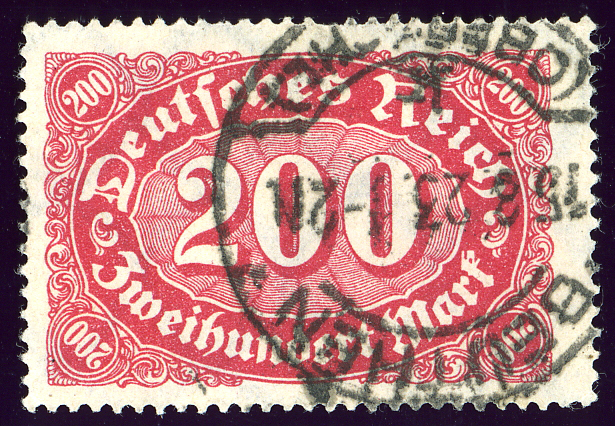
BEUTHEN (in) OBERSCHLESIEN, district d'OPPELN en 1923

La Synagogue de Beuthen (1869-1938) est incendiée par les nazis au cours de la nuit de Cristal du 9 au 10 novembre 1938. La communauté juive locale est entièrement assassinée au camp d'extermination d'Auschwitz en 1942.
L’Armée rouge s’empare de la ville le 27 janvier 1945. Les Soviétiques démontent une grande partie des usines pour les remonter en Union soviétique. Ils arrêtent tous les hommes âgés de 16 à 50 ans et les déportent vers l’URSS. Bytom est officiellement rattachée à la Pologne le 18 mars 1945.

## Économie
Bytom, anciennement "Beuthen", est aujourd’hui une ville qui essaye de réussir sa reconversion postindustrielle. La plupart des charbonnages ont fermé leurs portes. Les aciéries sont en déclin. La ville tente de développer le secteur des services pour compenser la désindustrialisation.
La fermeture des mines a entrainé le déclin économique de la ville. En 2016, le taux de chômage s'élève à 20 %.

## Marché du travail à Bytom
Dans le même temps, une étude commandée par le ministère du Travail – Occupation Barometer – montre que les employeurs de la ville ont du mal à pourvoir les postes vacants dans de nombreux secteurs. Des emplois attendent aussi bien des ouvriers que des candidats au travail de bureau.
Les offres d'emploi actuelles à Bytom s'adressent souvent aux représentants suivants des métiers en pénurie :
- mécaniciens, carrossiers et peintres automobiles, serruriers,
- tailleurs et ouvriers de la production de vêtements, menuisiers et charpentiers, tapissiers,
- pâtissiers, cuisiniers, boulangers,
- salon de coiffure,
- monteurs d'installations de construction, ouvriers de finition,
- enseignants de matières professionnelles et de formation professionnelle pratique.

## Tourisme

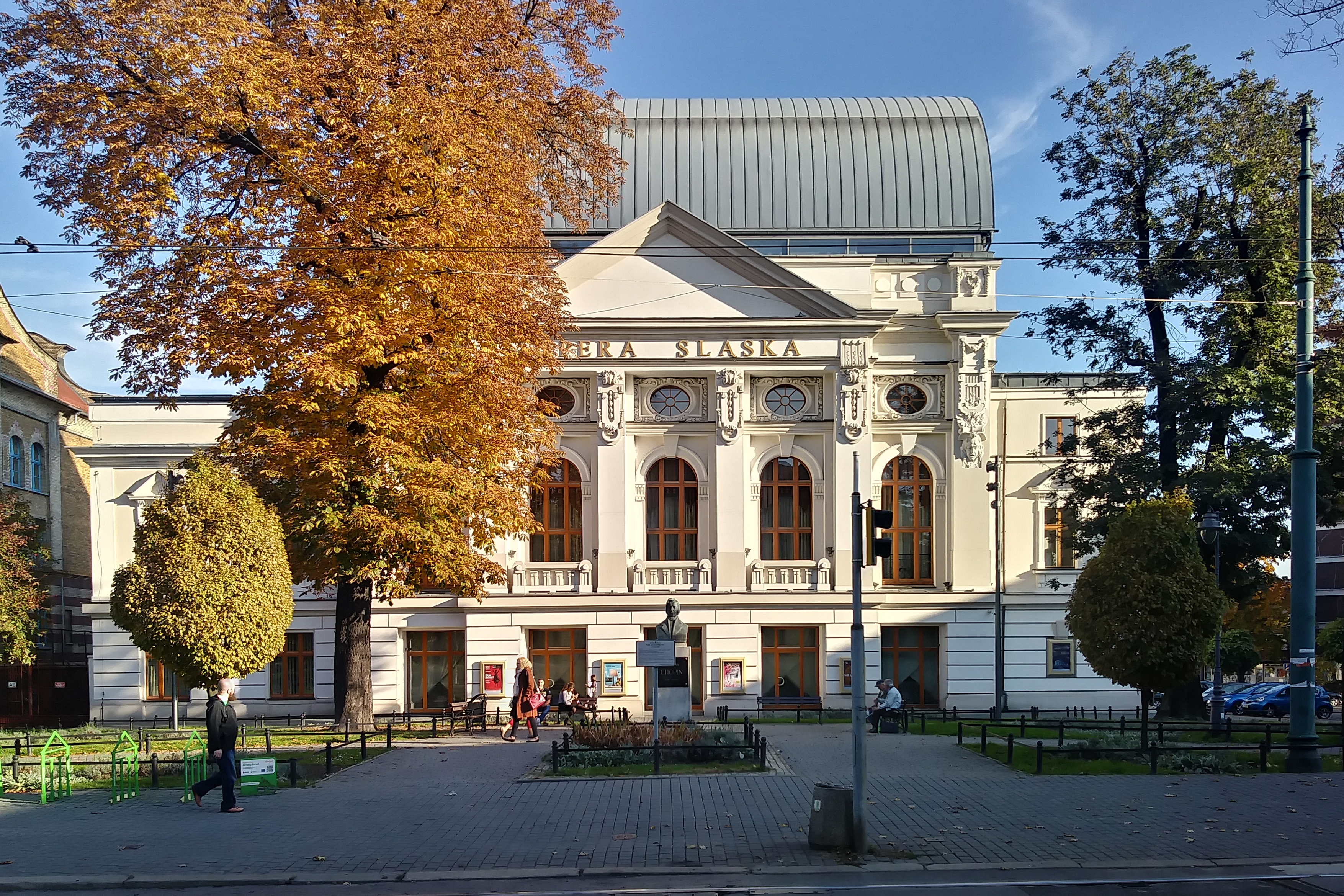
Opéra de Silésie

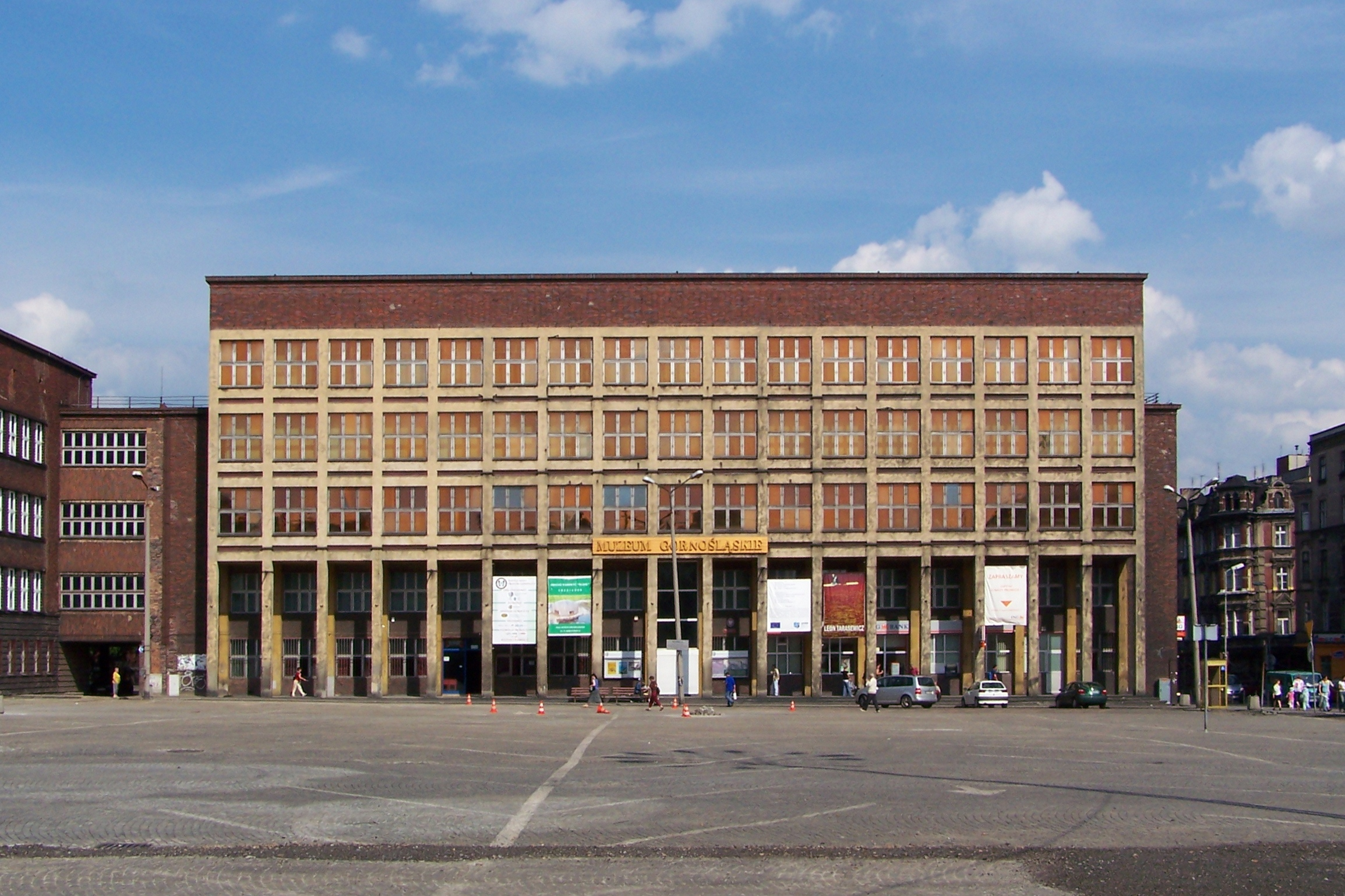
Musée de Haute-Silésie

- Église Notre-Dame, de style gothique (fondée au début du XIIIe siècle, reconstruite aux XVIe et XVIIe siècles) avec un portrait de la Vierge (v.1415)
- Église de la Sainte-Trinité, de style néogothique (1886)
- Chapelle du Saint-Esprit, de style baroque (1721–1728)
- église Saint-Adalbert (fondée au début du XIIIe siècle, reconstruite au XIIIe siècle dans un style baroque)
- Église Saint-Jacques, construction néoromane (1908-1911)
- Église Sainte-Marguerite (1881) et le cimetière paroissial
- Bâtiment IV du lycée (1901)
- Bâtiment de l’école de musique, de style néogothique (1867-1870)
- Bâtiment de l’Opéra de Silésie, de style classique (1899–1903)
- Bâtiment du palais de justice, de style néorenaissance, et la prison de style néogothique (1860)
- Cimetière juif (1866)
- Parc de la ville (1870)
- Musée de Haute-Silésie
- Synagogue, détruite par les nazis en 1938 lors de la nuit de Cristal.

## Sport
- Polonia Bytom
- Szombierki Bytom

## Personnalités liées à la commune
- Grzegorz Gerwazy Gorczycki (1665?-1734), compositeur polonais
- Heinrich Schulz-Beuthen (de) (1838-1915), compositeur, professeur de musique et critique musical
- Henry J. Leir (1900-1998), financier américain qui fit sa carrière au Luxembourg.
- Ryszard Koncewicz (pl) (1911-2001), entraîneur de football polonais
- Leo Scheffczyk (1920-2005), cardinal allemand
- Henri Skiba (1927-2018), footballeur international français.
- Paul Freier (*1979), footballeur international allemand d'origine polonaise
- Edward Szymkowiak (1932-1990), joueur de football polonais
- Józef Szmidt (1935-2024), athlète polonais, spécialiste du triple saut.
- Jan Liberda (*1936), joueur de football polonais
- Wiesław Ochman (*1937), chanteur d'opéra polonais
- Ryszard Grzegorczyk (*1939), joueur de football polonais
- Hans-Jochen Jaschke (1941-2023), évêque catholique allemand
- Karin Stanek (en) (1943-2011), chanteuse pop polonaise
- Zygmunt Anczok (*1946), joueur de football polonais
- Leszek Engelking (1955-2022), écrivain et traducteur polonais
- Zbigniew Wzorek (*1955) Animateur Radio Télévision, Journaliste Français, Romancier.
- Waldemar Legień (*1963), judoka polonais
- Roman Szewczyk (*1965), joueur de football polonais
- Dorota Kobiela (*1978), artiste peintre, graphiste et vidéaste polonaise,
- Gosia Andrzejewicz (*1984), chanteuse pop polonaise
- Martyna Majok (en) (*1985), dramaturge américaine
- Katarzyna Pawlik (°1989), nageuse handisport polonaise
- Mariusz Fornalczyk (2003-), footballeur polonais

## Jumelages
- Butte-Silver Bow (États-Unis)
- Recklinghausen (Allemagne)
- Vsetín (Tchéquie)
- Dmitrov (Russie)
- Drohobytch (Ukraine)